# Institutionen för socialt arbete (Göteborgs universitet)
Institutionen för socialt arbete vid Göteborgs universitet har sina lokaler på Sprängkullsgatan i Campus Haga, Göteborg. Det är en del av Göteborgs universitets samhällsvetenskapliga fakultet.

## Historia
Institutionen för socialt arbete vid Göteborgs universitet har sin grund i den socionomutbildning som i Göteborg startade år 1944. Socionomutbildningarna i Sverige kallades då Socialinstitut. Socialinstituten omdöptes 1963 till socialhögskolor i samband med att de förstatligades och fick högskoleställning. I och med högskolereformen år 1977 fördes socialhögskolorna över till universiteten. Socialhögskolan i Göteborg blev då en institution inom universitetet med två linjer: sociala linjen och förvaltningslinjen. Från och med hösten 1983 delades socialhögskolan i två institutioner: institutionen för socialt arbete och Förvaltningshögskolan. Den 1 januari 1999 införlivades institutionen för social omsorg, Vårdhögskolan, med institutionen för socialt arbete.

## Utbildningar
På grundnivå är socionomprogrammet, som ger en socionomexamen, den huvudsakliga utbildningen. Socionomprogrammet vid institutionen för socialt arbete är ett av de mest sökta utbildningsprogrammen i landet. På avancerad nivå finns svenska och internationella masterutbildningar samt yrkesinriktade vidareutbildningar inom exempelvis psykoterapeutiskt arbete. Det finns även utbildning på forskarnivå som ger en filosofie doktorsexamen i socialt arbete. Institutionen för socialt arbete har också en kompletterande socionomutbildning för personer med utländsk examen.